# Улица Миротворцева (Саратов)
У́лица Миротво́рцева — улица в Октябрьском районе Саратова.

## Название
Улица названа в честь Сергея Романовича Миротворцева (1878—1949) — русского и советского хирурга, действительного члена Академии медицинских наук СССР (с 1945), заслуженный деятель науки РСФСР (с 1935), участник русско-японской, Первой мировой и Великой Отечественной войн.

## Расположение
Проходит от улицы Клочкова до улицы Новоузенской параллельно Политехнической улице. Пересекает Второй Комсомольский проезд, Третий Комсомольский проезд, Вяземскую улицу, Четвёртый Комсомольский проезд, Вторую Садовую улицу и Вторую Гусельскую улицу. 
Ограничивает территорию Саратовского государственного технического университета и Клинической больницы имени С. Р. Миротворцева Саратовского государственного медицинского университета с западной стороны.

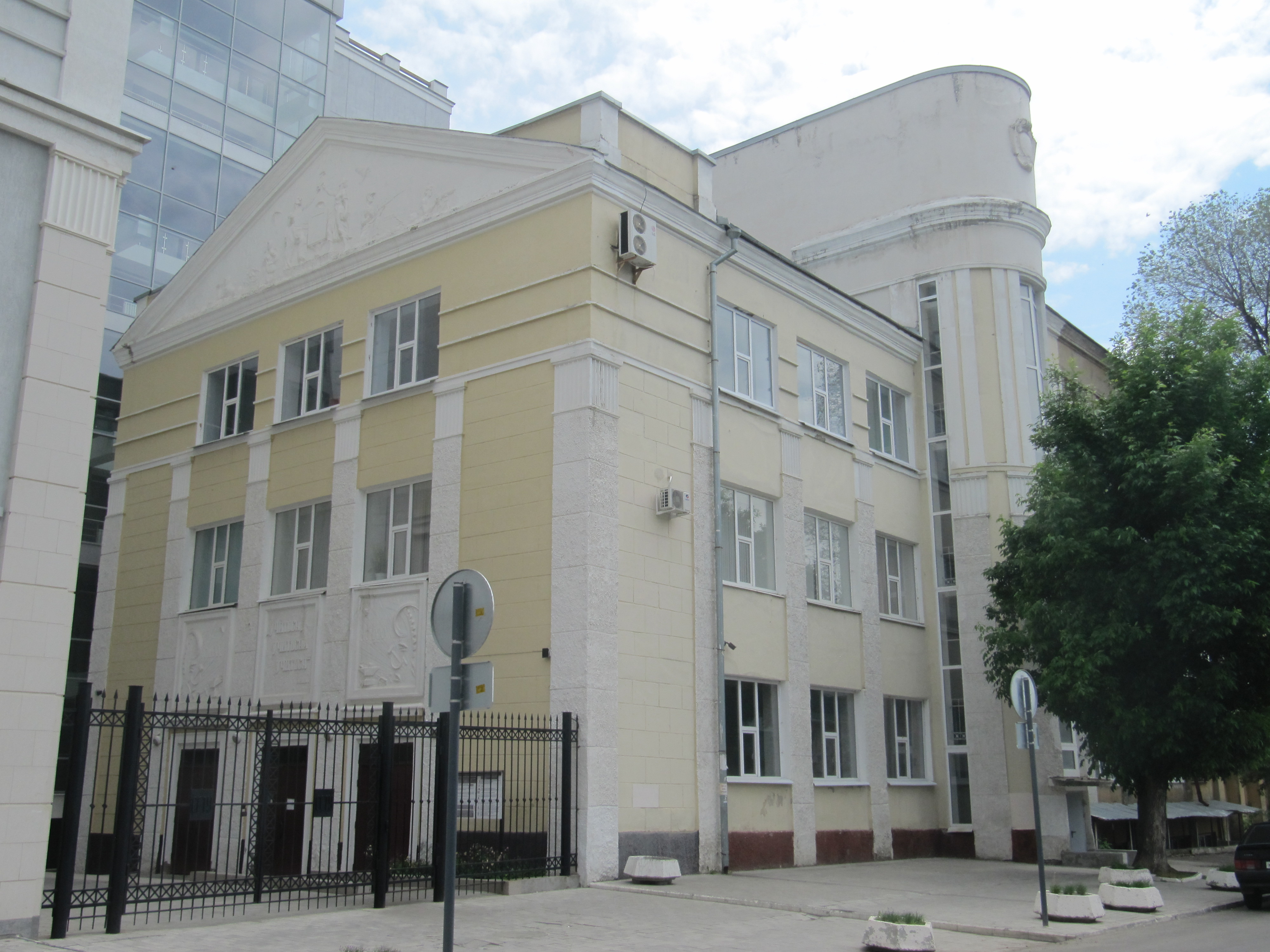
СГТУ вид с улицы Миротворцева
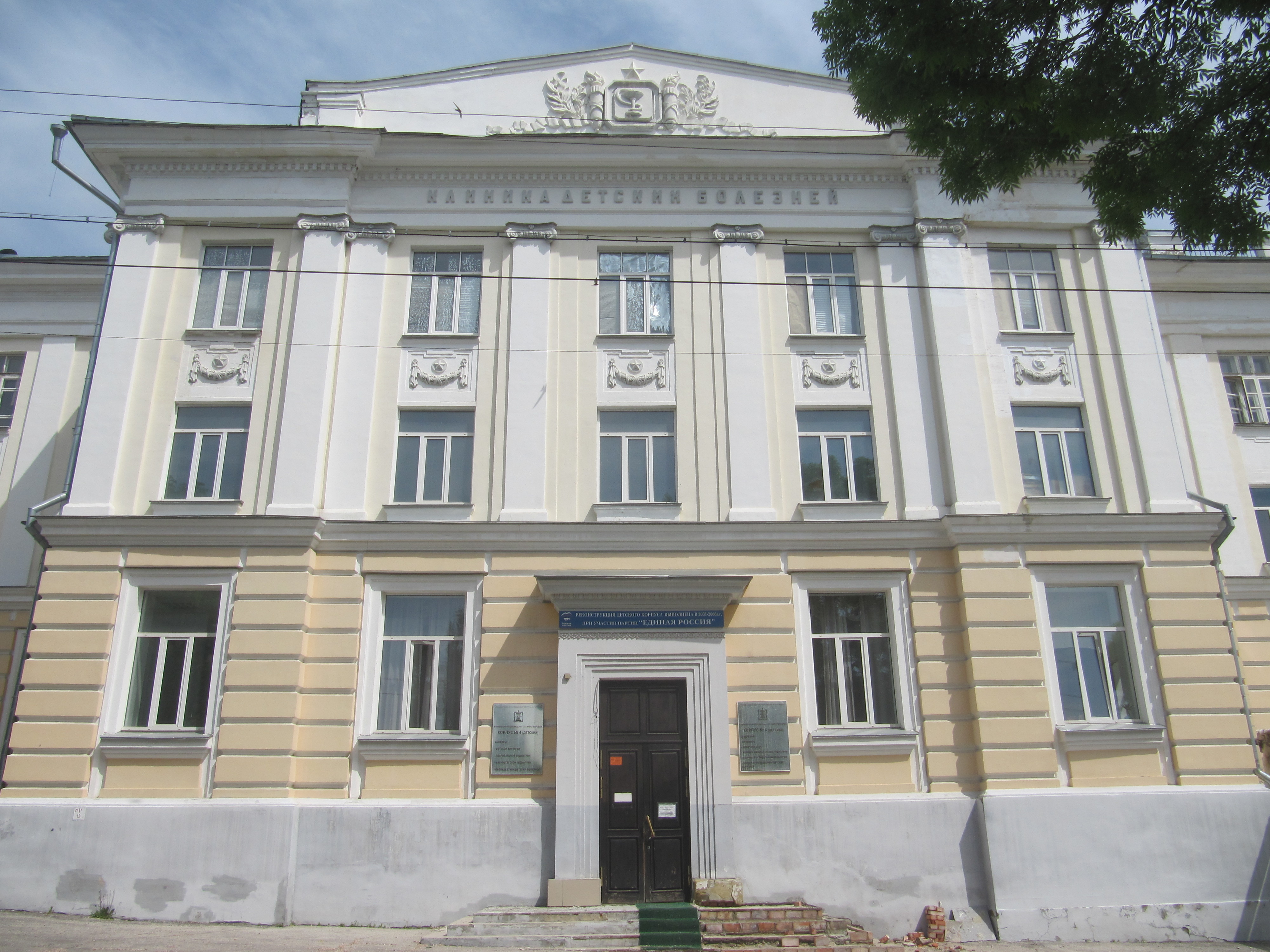
Клиника детских болезней в Клинической больнице № 3

## Проблемы улицы
Качество покрытия улицы — хорошее, асфальтовое, на участке от 2-й Садовой до Новоузенской, улица идёт в проезде между гаражами. Но в зимне-весенний период проезд по улице невозможен в связи намораживанием льда от родников, бьющих вдоль улицы, в связи с чем в весенний период часть улицы подтапливается. Согласно городскому плану, на улице будут построены «объекты инженерной защиты» от подтопления.
В попытке привлечь внимание к благоустройству улицы жители обращаются во все инстанции и в средства массовой информации.

## Почтовые индексы
- 410008
- 410048
- 410054[5]